# النصب التذكاري بجبل مريم
النصب التذكاري بجبل مريم أو النصب التذكاري للدفاع عن قناة السويس (المعروف أيضاً باسم النصب التذكاري للحرب العالمية الأولى بقناة السويس) هو نصب تذكاري يقع على بعد 7 كم جنوب الإسماعيلية على الضفة الغربية لقناة السويس. كُشف النقاب عنه في 1930 تخليداً لذكرى الجنود البريطانيين والمصريين والفرنسيين والإيطاليين الذين لقوا حتفهم خلال الحرب العالمية الأولى دفاعاً عن قناة السويس.
وهو من أعمال النحات الفرنسي ريموند ديلامار [الإنجليزية] وميشيل رو سبيتز، بمشاركة إيمانويل غيران وإيتالو سانتيلي.
يتكون النصب المصنوع من الجرانيت من صرحين ضخمين يبلغ ارتفاعهما 40 م (يرمزان إلى ضفتي القناة) ويفصل بينهما مسافة (ترمز إلى القناة ذاتها). فيما يوجد تمثالان أدنى قاعدة النصب التذكاي.